# Teatro de objetos
O teatro de objetos já foi e ainda é um segmento do teatro de animação que surgiu na década de 1980, a partir do encontro dos grupos franceses Théâtre de Cuisine, GareCentrale, Gyulio Molnar, Théâtre Manarf, Vélo Théâtre e Teatro Delle Briciole.
A principal característica do teatro de objetos é a utilização de objetos prontos, deslocados de sua função utilitária, transformados em personagens na cena.
O teatro de objetos já possui tradição na Europa e é dessa parte do mundo que vem a maioria das companhias.